# Digitaria ciliaris
Digitaria ciliaris là một loài thực vật có hoa trong họ Hòa thảo. Loài này được (Retz.) Koeler mô tả khoa học đầu tiên năm 1802.

## Hình ảnh

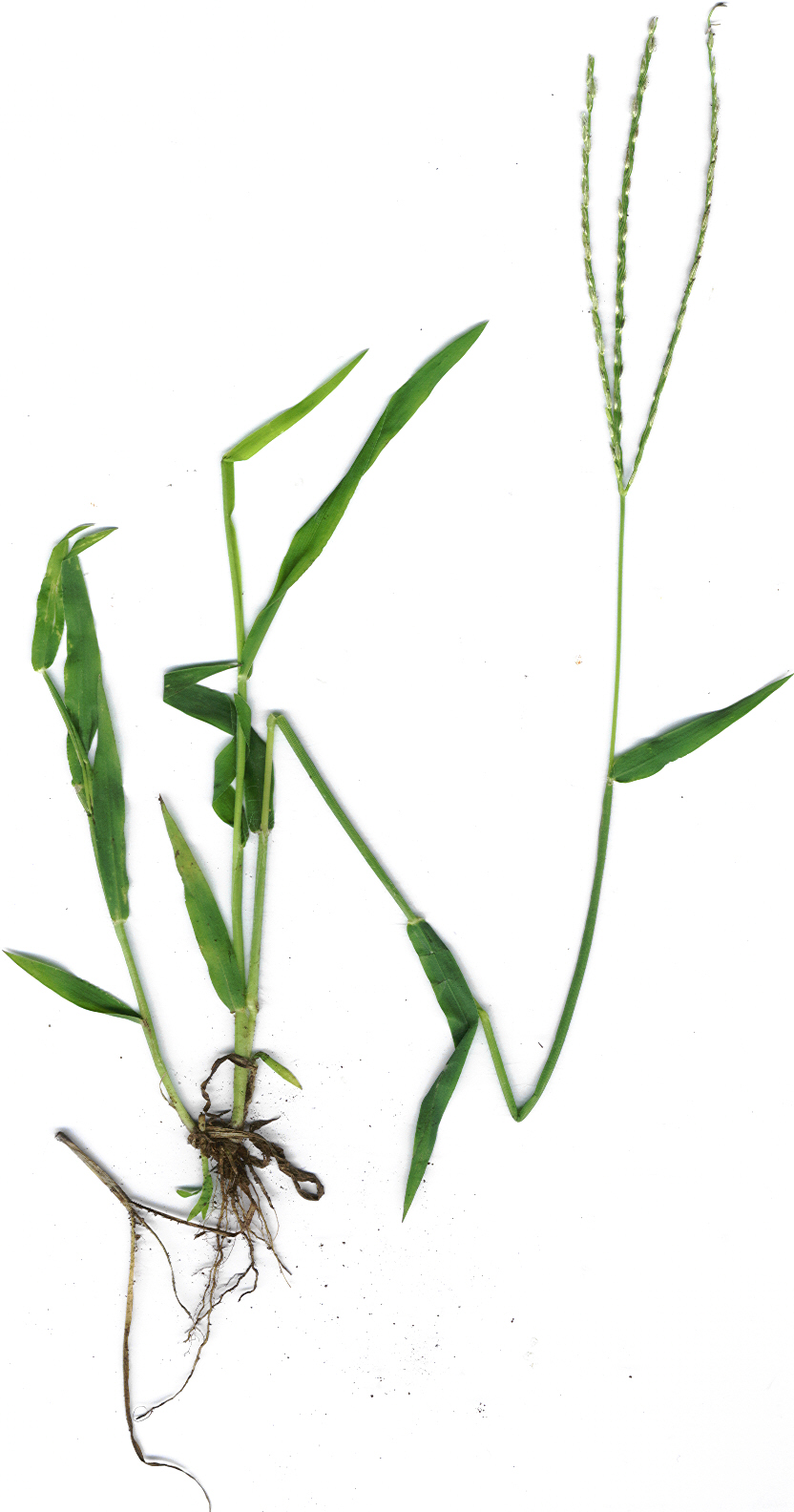
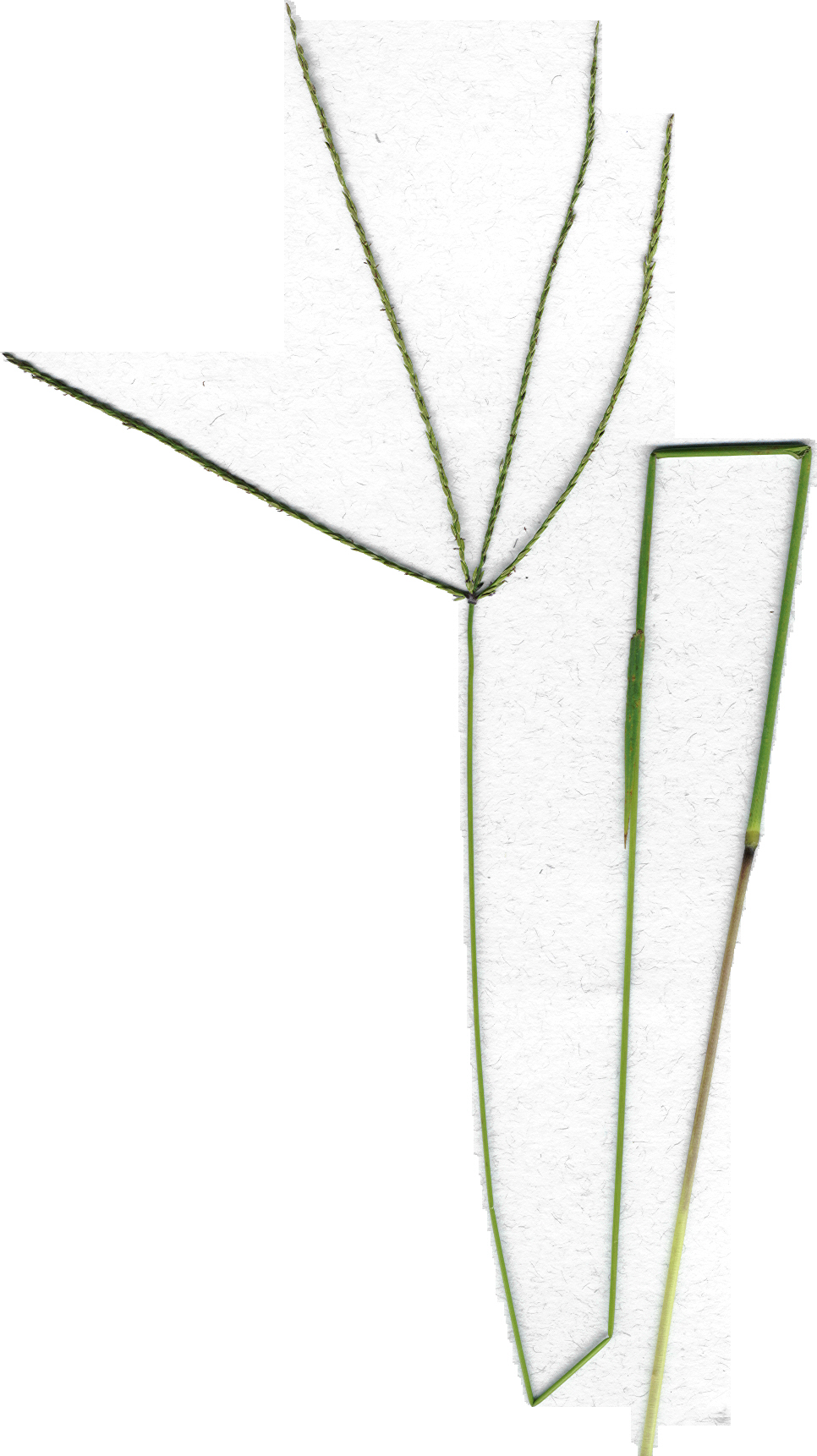
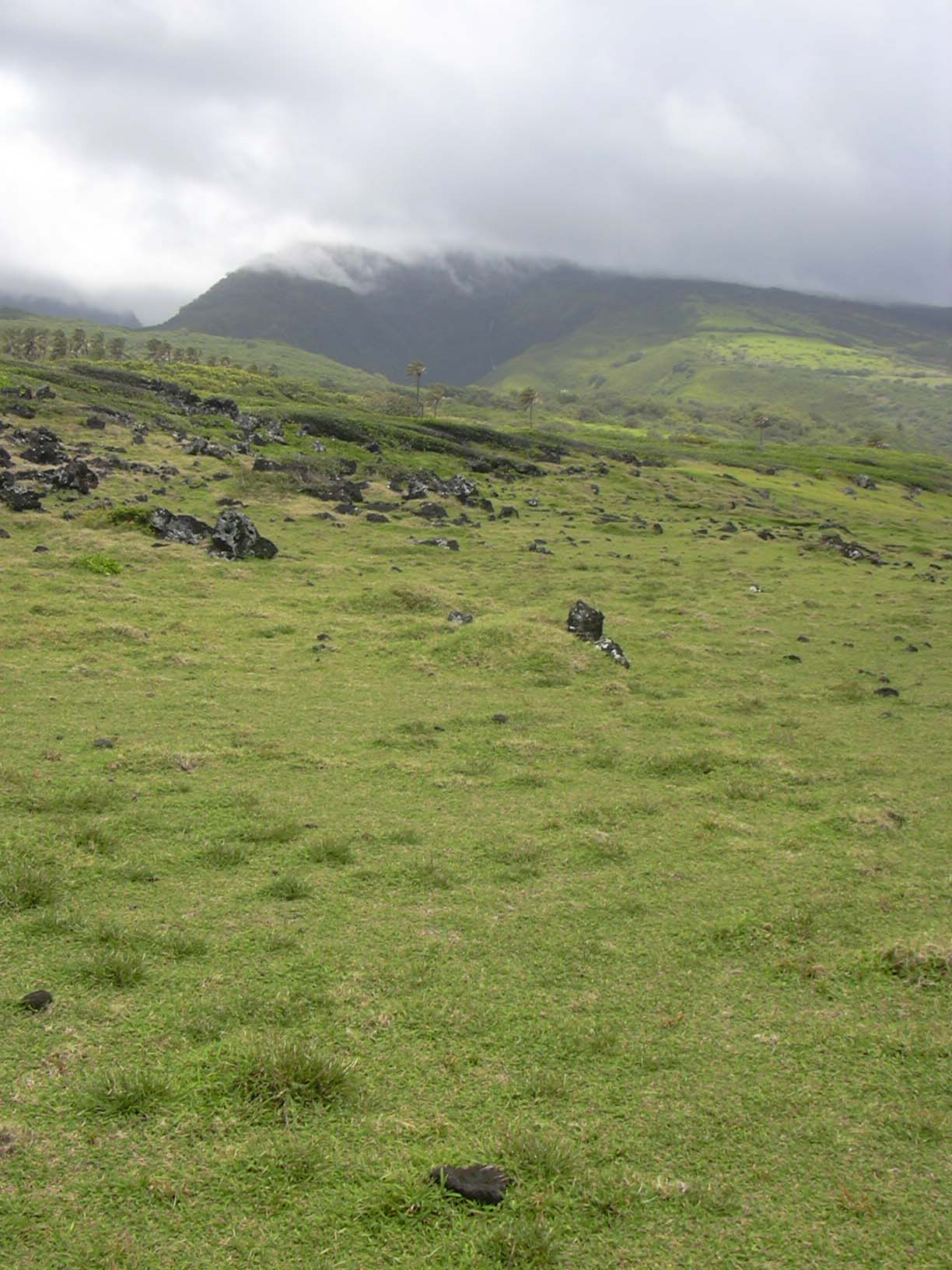
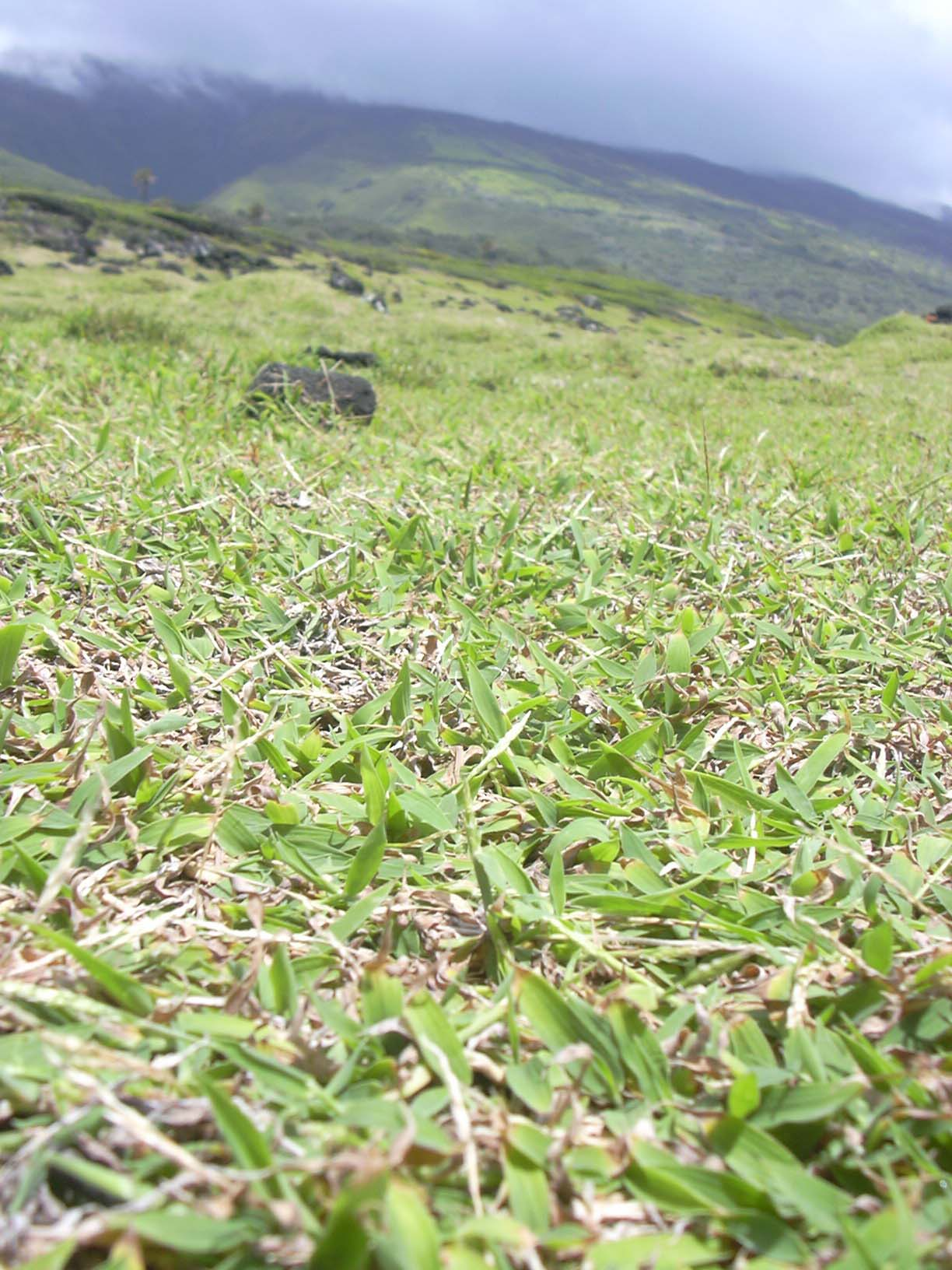